# Буркинийско-датские отношения
Буркинийско-датские отношения — двусторонние дипломатические отношения между Буркина-Фасо и Данией. Государства являются членами Организации Объединённых Наций.

## История
С 1973 года государства сотрудничают друг с другом в целях развития, а с 1993 года Буркина-Фасо является программной страной для оказания помощи со стороны Дании. В 2010 году Дания оказала финансовую помощь Буркина-Фасо на сумму 233 миллиона датских крон; а 2013 году уже на сумму в размере 250 миллионов датских крон.
Основная поддержка Дании направлена на сокращение бедности через Датско-буркинийское сотрудничество в целях развития. У Дании также есть сельскохозяйственная программа в Буркина-Фасо.
Между государствами подписано несколько соглашений.

## Дипломатические представительства
У Буркина-Фасо есть посольство в Копенгагене, а Дания содержит посольство в Уагадугу.